# Pfälzischer Mundartdichterwettstreit

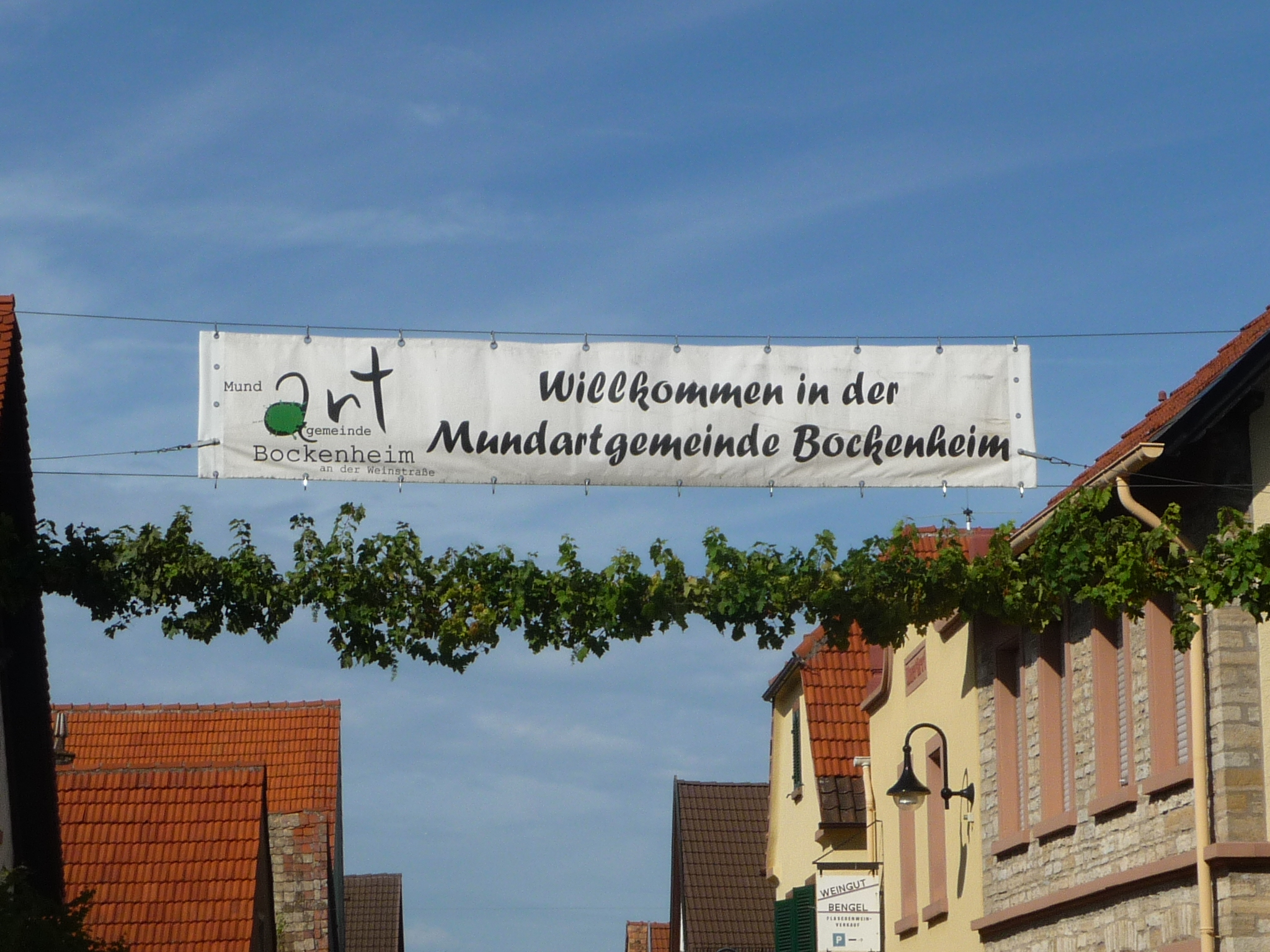
Begrüßung zum Wettstreit

Der Pfälzische Mundartdichterwettstreit in der pfälzischen Ortsgemeinde Bockenheim an der Weinstraße ist ein seit 1953 bestehender literarischer Wettbewerb in Rheinland-Pfalz, dessen Teilnehmer sich mit Beiträgen in pfälzischer Mundart messen. Er ist der älteste der vier pfälzischen Mundartwettbewerbe, die regelmäßig ausgetragen werden bzw. wurden. Die drei anderen sind der Mundartdichter-Wettstreit Gonbach (1984–2011), der Mundartwettbewerb Dannstadter Höhe (1988–2023) und der Sickinger Mundartwettstreit (seit 1991).

## Geschichte
Der Pfälzische Mundartdichterwettstreit wurde 1953 vor allem dank der Bemühungen des Bockenheimer Amtsrats Hans Niederberger ins Leben gerufen und wird jeweils an einem Samstag im Oktober durch den eingetragenen Verein Förderkreis Mundart Bockenheim zusammen mit der Ortsgemeinde veranstaltet. 1978 kamen als ergänzende Veranstaltung die Bockenheimer Mundarttage hinzu, die jährlich an einem April- oder Maiwochenende von freitags bis sonntags stattfinden. Dabei referieren z. B. Dialektologen vor Publikum über Mundartthemen und diskutieren darüber – traditionell im Dialekt – auf dem Podium. Dieser Programmpunkt nennt sich „Pälzer Dischbediere“ – Pfälzer Disputieren. Weitere Bestandteile der Festtage sind z. B. Theaterstücke oder Gottesdienste in Pfälzer Mundart.

## Hauptpreis

### Ausschreibung
Der Wettbewerb ist ausgeschrieben für Autoren, welche Pfälzer Mundart schreiben und sprechen können. Sie müssen nicht aus der Pfalz stammen; üblicherweise bewerben sich auch Teilnehmer aus anderen deutschen Gegenden oder aus Übersee. Hierzu zählt u. a. der US-Staat Pennsylvania, wo ein pfälzischer Auswandererdialekt, das Pennsylvania Dutch, überdauert hat.
Einzige ausgeschriebene Sparte ist Lyrik. Seit 2009 können Wettbewerbsbeiträge – maximal zwei pro Bewerber – auch online eingereicht werden.

### Endrunde und Ergebnis
Traditionell findet die Endrunde mit den Gedichtvorträgen im Festzelt statt, das auf dem zentralen Festplatz neben dem Bürgerhaus Emichsburg und dem Haus der Deutschen Weinstraße aufgebaut wird. Die durch die Mitgliederversammlung des Förderkreises berufene Jury zeichnet die zehn besten Gedichte aus. Dabei beeinflussen Thema und Inhalt, die Reinheit der Mundart sowie die Vortragskunst die Bewertung. Die ersten drei Ränge werden bekanntgegeben und sind mit Geldpreisen bedacht; die Teilnehmer, die auf den Plätzen vier bis zehn landen, erfahren ihren Rang nicht und erhalten jeweils den gleichen Anerkennungspreis. Die Wettbewerbsergebnisse werden ein Jahr lang auf der Website des Förderkreises präsentiert.

### Gewinner
| #   | Jahr | Gewinner          |
| --- | ---- | ----------------- |
| 1.  | 1953 | Friedrich Köhler  |
| 2.  | 1954 | Wolfram Hockel    |
| 3.  | 1955 | Fritz Blümlein    |
| 4.  | 1956 | Susanne Faschon   |
| 5.  | 1957 | Jakob Hill        |
| 6.  | 1958 | Friedrich Wetzler |
| 7.  | 1959 | Erwin Burgey      |
| 8.  | 1960 | Liesel Ott        |
| 9.  | 1961 | Jakob Hill        |
| 10. | 1962 | Helmut Metzger    |
| 11. | 1963 | Liesl Ott         |
| 12. | 1964 | Kurt Kölsch       |
| 13. | 1965 | Heinrich Kraus    |
| 14. | 1966 | Konrad Betz       |
| 15. | 1967 | Albert Bleyer     |
| 16. | 1968 | Albert Bleyer     |
| 17. | 1969 | Albert Bleyer     |
| 18. | 1970 | Karl Bauer        |
| 19. | 1971 | Helmut Metzger    |
| 20. | 1972 | Albert Bleyer     |

| #   | Jahr | Gewinner                  |
| --- | ---- | ------------------------- |
| 21. | 1973 | Friedel Römer             |
| 22. | 1974 | Susanne Regenauer         |
| 23. | 1975 | Gerd Runck                |
| 24. | 1976 | Erwin Burgey              |
| 25. | 1977 | Kurt Baumann              |
| 26. | 1978 | Gerd Runck                |
| 27. | 1979 | Gerd Runck                |
| 28. | 1980 | Albert Bleyer             |
| 29. | 1981 | Ilse Rohnacher            |
| 30. | 1982 | Günter Speyer             |
| 31. | 1983 | Marliese Echner-Klingmann |
| 32. | 1984 | Marcel Schuschu           |
| 33. | 1985 | Heiderose Heintz          |
| 34. | 1986 | Eugen Damm                |
| 35. | 1987 | Ilse Rohnacher            |
| 36. | 1988 | Nikolaus Hofen            |
| 37. | 1989 | Gerhard Ranssweiler       |
| 38. | 1990 | Gerd Runck                |
| 39. | 1991 | Helga Schneider           |
| 40. | 1992 | Gerhard Ranssweiler       |

| #   | Jahr | Gewinner              |
| --- | ---- | --------------------- |
| 41. | 1993 | Guido Defland         |
| 42. | 1994 | Norbert Schneider     |
| 43. | 1995 | Alexander Schroth     |
| 44. | 1996 | Rudy Kupferschmitt    |
| 45. | 1997 | Christine Boell       |
| 46. | 1998 | Relinde Niederländer  |
| 47. | 1999 | Anneliese Thürwächter |
| 48. | 2000 | Alexander Schroth     |
| 49. | 2001 | Manfred Dechert       |
| 50. | 2002 | Peter Eckert          |
| 51. | 2003 | Karin Ruppert         |
| 52. | 2004 | Wolfgang Ohler        |
| 53. | 2005 | Wilfried Berger       |
| 54. | 2006 | Anneliese Thürwächter |
| 55. | 2007 | Manfred Dechert       |
| 56. | 2008 | Gerd Becht            |
| 57. | 2009 | Manfred Dechert       |
| 58. | 2010 | Hanns Stark           |
| 59. | 2011 | Gerd Runck            |
| 60. | 2012 | Gisela Gall           |

| #   | Jahr | Gewinner          |
| --- | ---- | ----------------- |
| 61. | 2013 | Wilfried Berger   |
| 62. | 2014 | Manfred Dechert   |
| 63. | 2015 | Matthias Zech     |
| 64. | 2016 | Renate Demuth     |
| 65. | 2017 | Barbara Franke    |
| 66. | 2018 | Norbert Schneider |
| 67. | 2019 | Lothar Sattel     |
| 68. | 2020 | Manfred Dechert   |
| 69. | 2021 | Gisela Gall       |
| 70. | 2022 | Norbert Schneider |
| 71. | 2023 | Matthias Zech     |
| 72. | 2024 | Matthias Zech     |

## Sonderpreise

### Einzelne Sonderpreise
- Der Dr.-Wilhelm-Dautermann-Preis erinnert an ein langjähriges Jurymitglied und honoriert mundartliterarische Neuerscheinungen.

- Der Preis fer Neie (Preis für Neue) kann an einen Dichter verliehen werden, der sich erstmals dem Wettbewerb stellt.

- Der von 1980 bis 1994 verliehene Jakob-Böshenz-Preis für das literarische Gesamtwerk verschwand 1995 aus der Palette der Bockenheimer Mundartauszeichnungen. 1994 hatte der Gewinner Michael Bauer den 1991 zugesprochenen Preis zurückgegeben, nachdem er von Böshenz’ Sympathien für die Machthaber in der Zeit des Nationalsozialismus erfahren hatte.[3]

- Der Preis der Emichsburg wird anlässlich der Bockenheimer Mundarttage seit 1981 vergeben. Er ist nach der mittelalterlichen Burg im Ortsteil Kleinbockenheim benannt und würdigt besondere Verdienste um Mundart, Dialektliteratur und regionale Kultur.

- Seit 2011 verleiht die pennsylvaniadeutsche Zeitung Hiwwe wie Driwwe in Kooperation mit der Kutztown University (Pennsylvania) und dem Förderkreis Mundart Bockenheim e. V. jährlich im Oktober im Rahmen des Pfälzischen Mundartdichterwettstreits einen Preis für den besten unter den pennsylvaniadeutschen Texten, die zuvor im Juli während des Kutztown Folkfestivals bei der Pennsylvania German Dialect Writers Presentation vorgestellt bzw. im Laufe der vorangegangenen zwölf Monate in der Zeitung publiziert wurden.

### Gewinner des Preises der Emichsburg
| #   | Jahr | Gewinner                           |
| --- | ---- | ---------------------------------- |
| 1.  | 1981 | Arno Reinfrank, Ludwig Soumagne    |
| 2.  | 1982 | Franz Dietrich, Inge Reitz-Sbresny |
| 3.  | 1983 | Anni Becker, Hedwig Schreier       |
| 4.  | 1984 | Hedwig Witte                       |
| 5.  | 1985 | Susanne Faschon                    |
| 6.  | 1986 | Fernand Hoffmann                   |
| 7.  | 1987 | Heinz-Jürgen Kliewer               |
| 8.  | 1988 | Karl Heinz Volg, Friedrich Volk    |
| 9.  | 1989 | Bruno Hain                         |
| 10. | 1990 | Jakob Imig                         |
| 11. | 1991 | Wilhelm Dautermann                 |
| 12. | 1992 | Hans Niederberger                  |
| 13. | 1993 | Wolfgang Diehl                     |
| 14. | 1994 | Wilhelmine Steinbock               |

| #   | Jahr | Gewinner                 |
| --- | ---- | ------------------------ |
| 15. | 1995 | Hein & Oss               |
| 16. | 1996 | Hansgeorg Baßler         |
| 17. | 1997 | Theo Schohl              |
| 18. | 1998 | Rudolf Post              |
| 19. | 1999 | Elsbeth Nötzold-Janda    |
| 20. | 2000 | Ilse Rohnacher           |
| 21. | 2001 | Gerd Krieger             |
| 22. | 2002 | Judith Kauffmann         |
| 23. | 2003 | Gerd Runck               |
| 24. | 2004 | Theater „Alte Werkstatt“ |
| 25. | 2005 | nicht vergeben           |
| 26. | 2006 | Chawwerusch Theater      |
| 27. | 2007 | Edith Braun              |
| 28. | 2008 | Werner Schwartz          |

| #   | Jahr | Gewinner                              |
| --- | ---- | ------------------------------------- |
| 29. | 2009 | Paul Tremmel                          |
| 30. | 2010 | Karl-Friedrich Geißler                |
| 31. | 2011 | Kindertheater Landstuhl               |
| 32. | 2012 | Christian Habekost                    |
| 33. | 2013 | Michael Konrad                        |
| 34. | 2014 | Volker Gallé                          |
| 35. | 2015 | Deutsch-Pennsylvanischer Arbeitskreis |
| 36. | 2016 | Boulevardtheater Deidesheim           |
| 37. | 2017 | Walter Sauer                          |
| 38. | 2018 | Spitz und Stumpf                      |
| 39. | 2019 | Steffen Boiselle                      |
| 40. | 2020 | Helga Schneider                       |
| 41. | 2021 | Nikolaus Hofen                        |
| 42. | 2022 | Douglas Madenford                     |

| #   | Jahr | Gewinner                 |
| --- | ---- | ------------------------ |
| 43. | 2023 | Die anonyme Giddarischde |
| 44. | 2024 | Susanne Wachs            |
| 45. | 2025 | Gringo Mayer             |

### Gewinner des Hiwwe wie Driwwe Award
| #   | Jahr | Gewinner                            | Titel                       | Genre |
| --- | ---- | ----------------------------------- | --------------------------- | ----- |
| 1.  | 2011 | Richard Savidge (Hegins, PA)        | ’s iss Winder im Daal       | Lyrik |
| 2.  | 2012 | Kevin Sterner (Gilbertsville, PA)   | Middagesse in de Zwansicher | Prosa |
| 3.  | 2013 | Don Breininger (New Tripoli, PA)    | Chocolate Cookies           | Prosa |
| 4.  | 2014 | Glynn Custred (Walnut Creek, CA)    | En seltsame Schtori         | Prosa |
| 5.  | 2015 | Kevin Sterner (Gilbertsville, PA)   | De Yahreszeide ihre Dod     | Prosa |
| 6.  | 2016 | Edward Quinter (Allentown, PA)      | Mei Bax                     | Lyrik |
| 7.  | 2017 | Edward Quinter (Allentown, PA)      | Die Welle                   | Lyrik |
| 8.  | 2018 | Patrick Donmoyer (Harleysville, PA) | Die Wandrer                 | Lyrik |
| 9.  | 2019 | Patrick Donmoyer (Harleysville, PA) | Gemahn Mich Wie             | Lyrik |
| 10. | 2020 | Douglas Madenford (Howard, PA)      | En neie Zukunft?            | Prosa |
| 11. | 2022 | Patrick Donmoyer (Harleysville, PA) | Net zu hatt                 | Lyrik |
| 12. | 2023 | Erich Mace (Reading, PA)            | Wu bischt Du gebliwwe?      | Lyrik |
| 13. | 2024 | Edward Quinter (Allentown, PA)      | Em Iemker sei Winsch        | Lyrik |

## Statistik

### Erfolgreichste Teilnehmer
Erfolgreichster Teilnehmer insgesamt ist Gerd Runck (1929–2012), der in Bockenheim 26 Preise erhalten hat; fünfmal gewann er dabei die Konkurrenz, einmal mit einem 2. Rang. Albert Bleyer gewann den Wettbewerb fünfmal, war ebenfalls fünfmal unter den Platzierten und erhielt einmal einen Sonderpreis. Sieben Dichtern gelang es in den Jahren ab 1990, den Wettbewerb mehrmals zu gewinnen: Gerd Runck (1990 und 2011), Gisela Gall (2012 und 2021), Alexander Schroth (1995 und 2000), Anneliese Thürwächter (1999 und 2006), Manfred Dechert (2001, 2007, 2009, 2014 und 2020), Wilfried Berger (2005 und 2013) und Matthias Zech (2015, 2023 und 2024).
| #   | Name                             | Siege | 2. Plätze | 3. Plätze |
| --- | -------------------------------- | ----- | --------- | --------- |
| 1.  | Runck, Gerd (1929–2012)          | 5     | 4         | 5         |
| 2.  | Dechert, Manfred (* 1957)        | 5     | 3         | 3         |
| 3.  | Bleyer, Albert (1928–1994)       | 5     | 1         | 0         |
| 4.  | Schneider, Norbert (* 1957)      | 3     | 1         | 2         |
| 5.  | Zech, Matthias (* 1957)          | 3     | ?         | ?         |
| 6.  | Burgey, Erwin (1922–2010)        | 2     | 3         | 5         |
| 7.  | Berger, Wilfried (1936–2025)     | 2     | 3         | 2         |
| 8.  | Ranssweiler, Gerhard (1927–2005) | 2     | 2         | 1         |
| 9.  | Metzger, Helmut (1917–1995)      | 2     | 2         | 0         |
| 10. | Rohnacher, Ilse (1926–2016)      | 2     | 1         | 2         |
| 11. | Hill, Jakob (1899–1987)          | 2     | 1         | 1         |

### Jurymitglieder
Die Jury, in der seit 1953 etwa 50 Persönlichkeiten aktiv waren, besteht aus Mundartexperten; ihr gehören derzeit an:
| #   | Anzahl Jahre | Jurymitglied            | Wohnort                      | Beruf                         | von / bis |
| --- | ------------ | ----------------------- | ---------------------------- | ----------------------------- | --------- |
| 1.  | 52           | Karl Scherer            | Kaiserslautern               | Historiker i. R.              | seit 1973 |
| 2.  | 29           | Beate Henn-Memmesheimer | Mutterstadt                  | Sprachwissenschaftlerin i. R. | seit 1996 |
| 3.  | 28           | Ute Zimmermann          | Schifferstadt                | Lehrerin                      | seit 1997 |
| 4.  | 27           | Michael Werner          | Ober-Olm                     | Publizist                     | seit 1998 |
| 5.  | 17           | Gertraud Ling           | Mannheim                     | Lehrerin i. R.                | seit 2008 |
| 6.  | 15           | Michael Geib            | Ramstein-Miesenbach          | Museumsdirektor i. R.         | seit 2010 |
| 7.  | 13           | Torsten Schuler         | Bockenheim an der Weinstraße | Lehrer                        | seit 2012 |
| 8.  | 12           | Georg Albert            | Landau in der Pfalz          | Sprachwissenschaftler         | seit 2013 |
| 9.  | 2            | Timo Benß               | Mannheim                     | Journalist                    | seit 2023 |
| 10. | 2            | Christoph Erbach        | Mörlenbach                   | Musiker                       | seit 2023 |

Die Zusammensetzung der Jury weist über die Jahre eine sehr große Kontinuität auf, einzelne Mitglieder des Gremiums waren 25 Jahre und länger aktiv (Stand 2025):
| #   | Anzahl Jahre | Jurymitglied            | Wohnort        | von / bis |
| --- | ------------ | ----------------------- | -------------- | --------- |
| 1.  | 52           | Karl Scherer            | Kaiserslautern | seit 1973 |
| 2.  | 38           | Friedrich Volk          | Bad Dürkheim   | 1953–1991 |
| 3.  | 37           | Wilhelm Dautermann      | Bad Dürkheim   | 1953–1990 |
| 4.  | 36           | Karl Heinz              | Bad Dürkheim   | 1953–1989 |
| 5.  | 33           | Susanne Faschon         | Kaiserslautern | 1962–1995 |
| 6.  | 32           | Oskar Bischoff          | Neustadt       | 1953–1985 |
| 7.  | 30           | Karl-Friedrich Geißler  | Rockenhausen   | 1981–2011 |
| 8.  | 29           | Marliese Fuhrmann       | Kaiserslautern | 1983–2012 |
| 9.  | 29           | Beate Henn-Memmesheimer | Mutterstadt    | seit 1996 |
| 10. | 28           | Ute Zimmermann          | Schifferstadt  | seit 1997 |
| 11. | 28           | Josef Keller            | Bad Bergzabern | 1954–1982 |
| 12. | 27           | Michael Werner          | Ober-Olm       | seit 1998 |

## Bockenheimer Manifest für Vielfalt und Toleranz 2024
Im Vorfeld der 47. Bockenheimer Mundarttage im April 2024 verfassten Vorstand, Geschäftsführung, Beirat und Jury des Förderkreises Mundart Bockenheim e. V. ein „Manifest für Vielfalt und Toleranz“ mit folgendem Wortlaut: „Bloß net nochemol! Wir Kulturschaffende im Bereich Mundart wünschen uns, dass die Pfalz ein Ort bleibt, der Vielfalt begrüßt und Toleranz lebt. Wir fühlen uns bereichert durch Menschen, die in den letzten Jahrzehnten aus anderen Teilen Deutschlands, aus Europa und der ganzen Welt zu uns gekommen sind, um zu bleiben und in der Pfalz eine Heimat zu finden. Sie brachten neue Perspektiven, Traditionen und Ideen mit, die uns allen zugutekommen. Unsere Heimat hat in den vergangenen Jahrhunderten mit offenem Herzen immer auch jene aufgenommen, die Zuflucht gesucht haben. Wir möchten, dass das auch in Zukunft so bleibt. Gemeinsam wollen wir die Zukunft gestalten. Und deshalb sagen wir laut: Uffbasse! Bloß net nochemol!“ Dem Manifest schlossen sich bis zum Redaktionsschluss 180 im Bereich Mundart aktive Künstlerinnen und Künstler an.